# Canviador

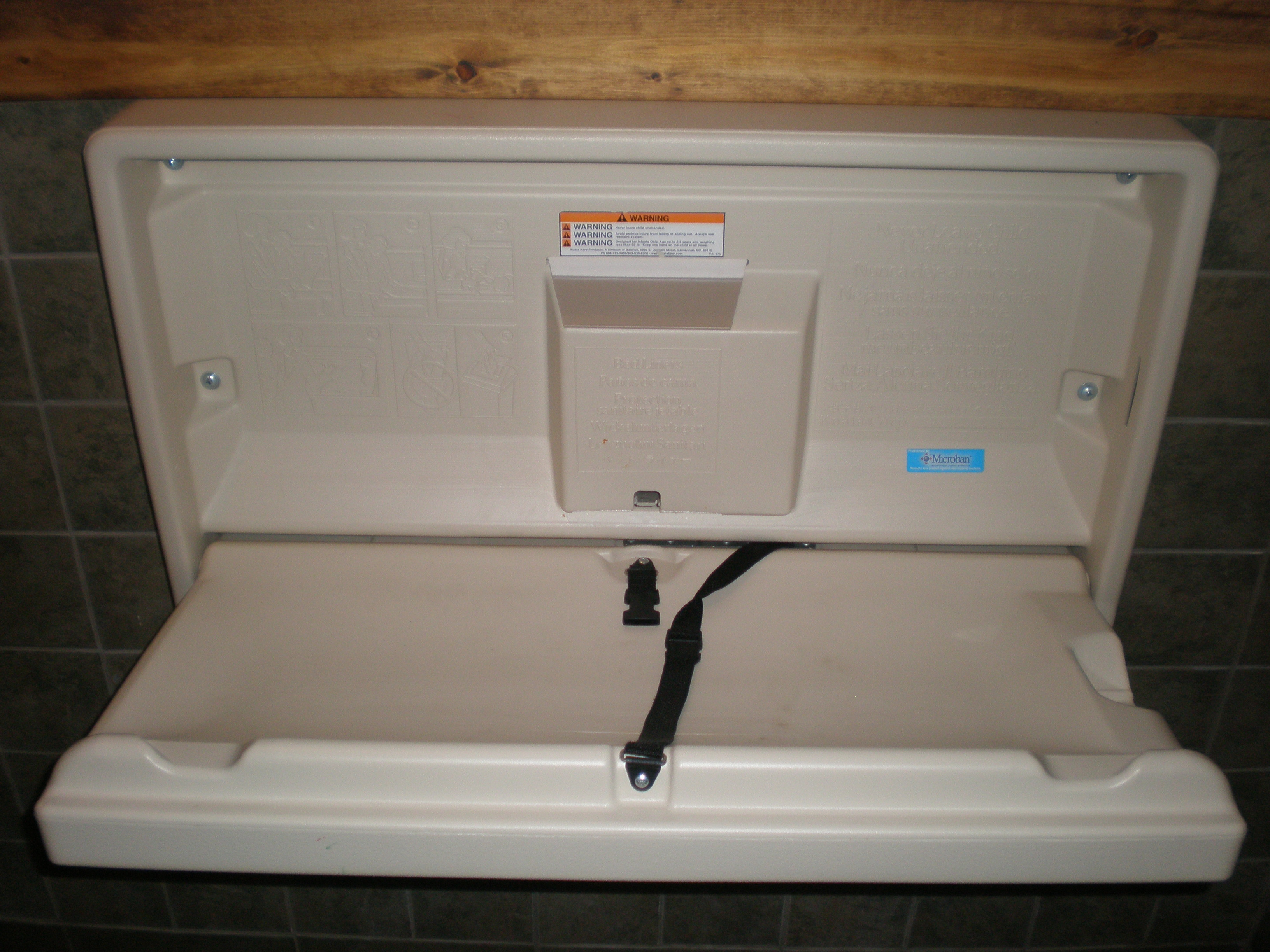
Un canviador en uns lavabos d'un establiment públic

Un canviador és una peça de tela o de plàstic, perquè es pugui rentar, sobre la qual es col·loca el nadó per a canviar-li la roba o els bolquers. Alguns canviadors incorporen butxaques per a tenir a mà els articles per la neteja del nadó. Es guarden plegats, com una tovalolla.
De vegades es diu, per extensió, també canviador a la taula específica que es fa servir per a canviar els bolquers d'un nadó, i sobre la qual es posa la peça de tela. Aquesta taula, que pot ser plegable, és cada cop més habitual als lavabos de restaurants, aeroports, etc. Els nadons que tenen una tauleta d'aquestes a casa seva no la solen tenir plegable, sinó que se sol aprofitar una calaixera.